# Für mich
Für mich ist ein Lied der deutschen Popsängerin und Rapperin Céline. Das Stück ist nach Was machst du da? ihre zweite Singleveröffentlichung.

## Entstehung und Artwork
Für mich wurde von Céline selbst – unter ihrem bürgerlichen Namen Céline Dorka – gemeinsam mit den Koautoren Robin Haefs, Moritz Pirker (Nvie Motho), Jan Platt, Yanek Stärk und dem Produzentenquartett Beatgees (bestehend aus: Philip Böllhoff, Hannes Büscher, Sipho Sililo und David Vogt) geschrieben. Die Produktion erfolgte durch das Berliner Produzententeam Beatgees sowie den in Wien ansässigen Motho. Das Mastering erfolgte unter der Leitung des Berliner Tontechnikers Lex Barkey.
Auf dem orange-rot gehaltenen Frontcover der Single ist – neben Künstlernamen und Liedtitel – Céline zu sehen. Es zeigt lediglich ihren Oberkörper ab Brusthöhe, wie sie geradeaus mit gesenktem Kopf, über eine Sonnenbrille hinweg, zum Betrachter schaut. Neben der Sonnenbrille trägt sie einen Ohring am rechten Ohr und ein übergroßes weißes Hemd. Die Fotografie entstammt den Arbeiten zum dazugehörigen Musikvideo.

## Veröffentlichung und Promotion
Die Erstveröffentlichung von Für mich erfolgte als Download und Streaming am 13. März 2020. Die Veröffentlichung erfolgte als Einzeltrack durch die Musiklabels A Million, BTGS und Groove Attack. Verlegt wurde das Lied durch Beatgees Publishing, BMG Rights Management, Budde Music, Edition Djorkaeff-Beatzarre, Edition Tricot, Fisherman Songs sowie Invest in Stars Edition. Inhaltlich geht es in dem Stück um einen untreuen Partner sowie der darausfolgenden Trennung.
Um das Lied zu bewerben, lud Céline am 19. Februar 2020 erstmals ein Video auf ihren sozialen Medien hoch, in dessen Hintergrund Für mich zu hören war. Sie veröffentlichte das Video auch mit den Worten „Für mich“. Am 21. Februar 2020 lud sie ein Bild mit den Worten „Jetzt kriegst du alles zurück“ hoch, einer Textzeile aus Für mich.

## Inhalt
| „Du hattest recht, ich bin crazy. (crazy) Steh’ auf dei’m Benz mit ’nem Basey. (Basey) Du hast mein Leben gefickt. (ja) Jetzt kriegst du alles zurück. (ja, ja) Geistesgestört wie Slim Shady. (Shady) Du nennst mich nie wieder Baby. (nie mehr) Denn für mich bist du ein Hurensohn. (yeah)“ – Refrain, Originalauszug | Der Liedtext zu Für mich ist in deutscher Sprache verfasst. Die Musik wurde gemeinsam vom Produzententeam Beatgees, Céline, Robin Haefs, Nvie Motho, Jan Platt und Yanek Stärk komponiert. Der Text wurde von allen beteiligten Komponisten sowie zusätzlich von Jan Platt geschrieben. Musikalisch bewegt sich das Lied im Bereich des Hip-Hops und Raps. Das Tempo beträgt 69 Schläge pro Minute. Die Tonart ist D-Dur. Aufgebaut ist das Lied auf zwei Strophen, einem Refrain sowie einem Outro. Das Lied beginnt zunächst mit einem kurzen Intro, das nur aus einem „La-la“ besteht. Nach einer kurzen Pause steigt Céline mit der ersten Strophe ein. Auf die erste Strophe folgt zunächst ein sogenannter vierzeiliger „Pre-Chorus“, ehe der eigentliche Refrain erfolgt. Der gleiche Vorgang wiederholt sich mit der zweiten Strophe. Nach dem zweiten Refrain endet das Lied mit dem Outro, das sich nochmals auf den Refrain bezieht und Teile dessen wiederholt. |

## Musikvideo
Das Musikvideo war ab dem 13. März 2020 auf YouTube abrufbar. Es zeigt Céline, die das Lied an vier verschiedenen Orten singt. Zum einen, unter anderem auch in der Anfangsszene, sitzt sie in einem Bademantel aus Samt auf der Bettkante, während hinter ihr ein Mann oben ohne auf dem Bett liegt. Zum anderen Sitzt sie während einer Szene angezogen in einer wasserlosen Badewanne. In der dritten szene befindet sich Céline in den Hallen des Gorki Theaters. Bei der vierten Sequenz befindet sie sich in einem, mit neonrot beleuchteten, Flur. Nach dem eigentlichen Video sieht man für wenige Sekunden Céline gemeinsam mit Loredana vor einem Regal mit brennenden Pokalen. Die Gesamtlänge des Videos beträgt 3:09 Minuten. Das Video entstand unter der Leitung der Fati Media Group. Bis heute zählt das Musikvideo über 2,1 Millionen Aufrufe bei YouTube (Stand: Mai 2020).

## Mitwirkende
| Liedproduktion - Lex Barkey: Mastering - Philip Böllhoff: Komponist, Liedtexter, Musikproduzent - Hannes Büscher: Komponist, Liedtexter, Musikproduzent - Céline Dorka: Gesang, Komponist, Liedtexter, Rap - Robin Haefs: Komponist, Liedtexter - Moritz Pirker (Nvie Motho): Komponist, Liedtexter, Musikproduzent - Jan Platt: Liedtexter - Sipho Sililo: Komponist, Liedtexter, Musikproduzent - Yanek Stärk: Komponist, Liedtexter - David Vogt: Komponist, Liedtexter, Musikproduzent Musikvideo - Fati Media Group: Kollaboration - Florid Imeraj: Visueller Effekt | Unternehmen - A Million: Musiklabel - Beatgees Publishing: Verlag - BMG Rights Management: Verlag - BTGS: Musiklabel - Budde Music: Verlag - Edition Djorkaeff-Beatzarre: Verlag - Edition Tricot: Verlag - Fisherman Songs: Verlag - Groove Attack: Musiklabel - Invest in Stars Edition: Verlag - Saltwater Films: Filmproduzent (Musikvideo) |

## Chartplatzierungen
Für mich erreichte in Deutschland Rang 70 der Singlecharts und konnte sich insgesamt fünf Wochen in den Top 100 halten. Des Weiteren konnte sich die Single mehrere Tage in den deutschen iTunes-Tagesauswertungen platzieren und erreichte mit Rang 75 seine höchste Chartnotierung am 13. März 2020.
Für Céline als Autorin und Interpretin ist Für mich der erste Charterfolg in den deutschen Singlecharts. Die Beatgees erreichten in ihrer Autoren- oder Produzententätigkeit hiermit zum 24. Mal die Charts in Deutschland. Für Haefs ist dies der elfte Autorenbeitrag, der sich in den deutschen Singlecharts platzierte. Für Platt ist Tränen aus Kajal nach Deja Vu (Mike Singer) der zweite Autorenbeitrag in den deutschen Singlecharts. Pirker und Stärk erreichten als Autoren hiermit erstmals die Musikcharts.